# وريد صافن كبير
الوَريدُ الصَّافِنُ الكَبير، كان يسمى  سابقا الوريد الصافن الطويل، هو وريد كبير تحت الجلد، وهو الوريد السطحي للساق. وهو أطول وريد في الجسم على طول الطرف السفلي.
أخذ المصطلح "saphaina" من اليونانية وتعني الكلمة (واضح\جلي، أي أن ترى وتشاهد بشكل واضح)، وأما المصطلح "safoon" (صافون) العبرية "שָׂפוּן" فتعني (المخفية\المغطاة)، إلى جانب "safin" من اللغة العربية تعني صَافِن (معناها عميقة/ منطمرة/مطمورة)، 
كل منها قد ادّعى بأنها أصل كلمة."saphenous."

## صور إضافية

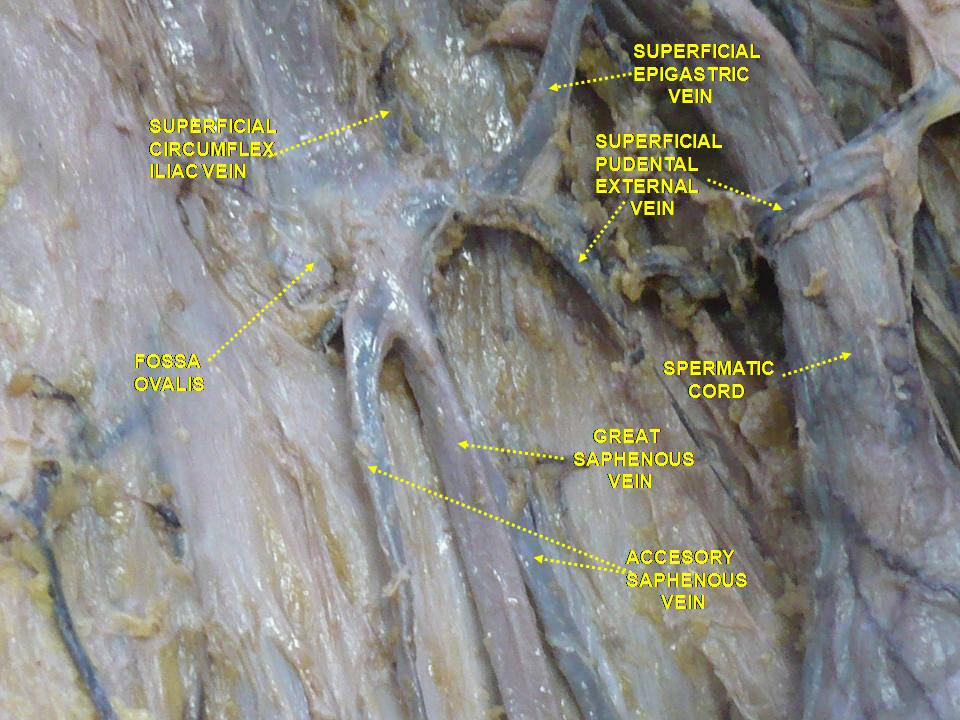
الأوردة السطحية للطرف السفلي.تشريح سطحي. منظر أمامي
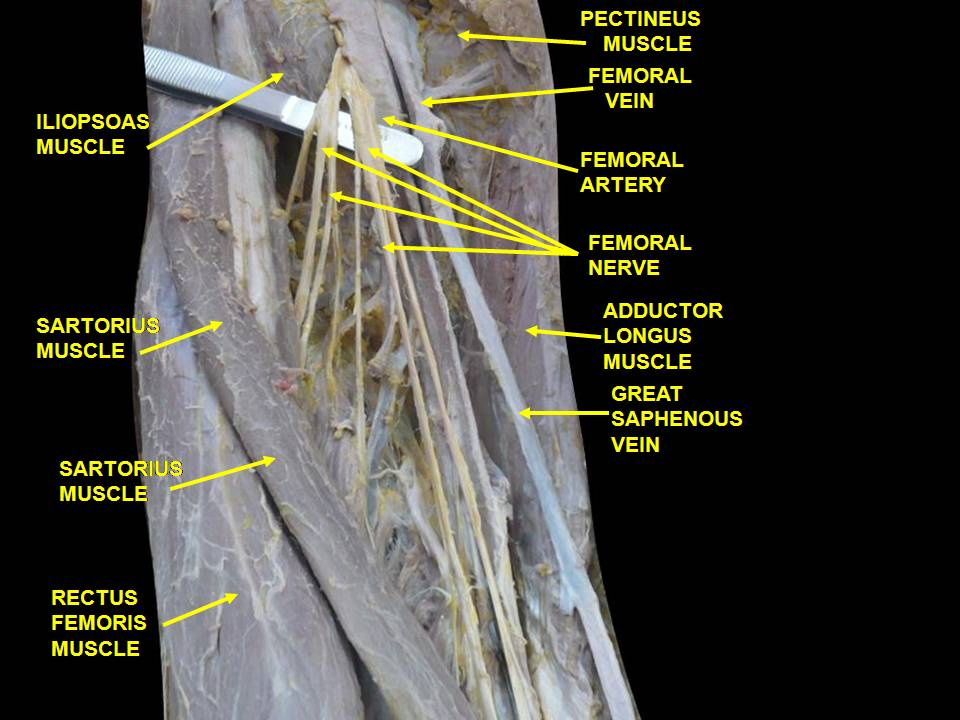
الوريد الصافن الكبير. تشريح سطحي. منظر أمامي.
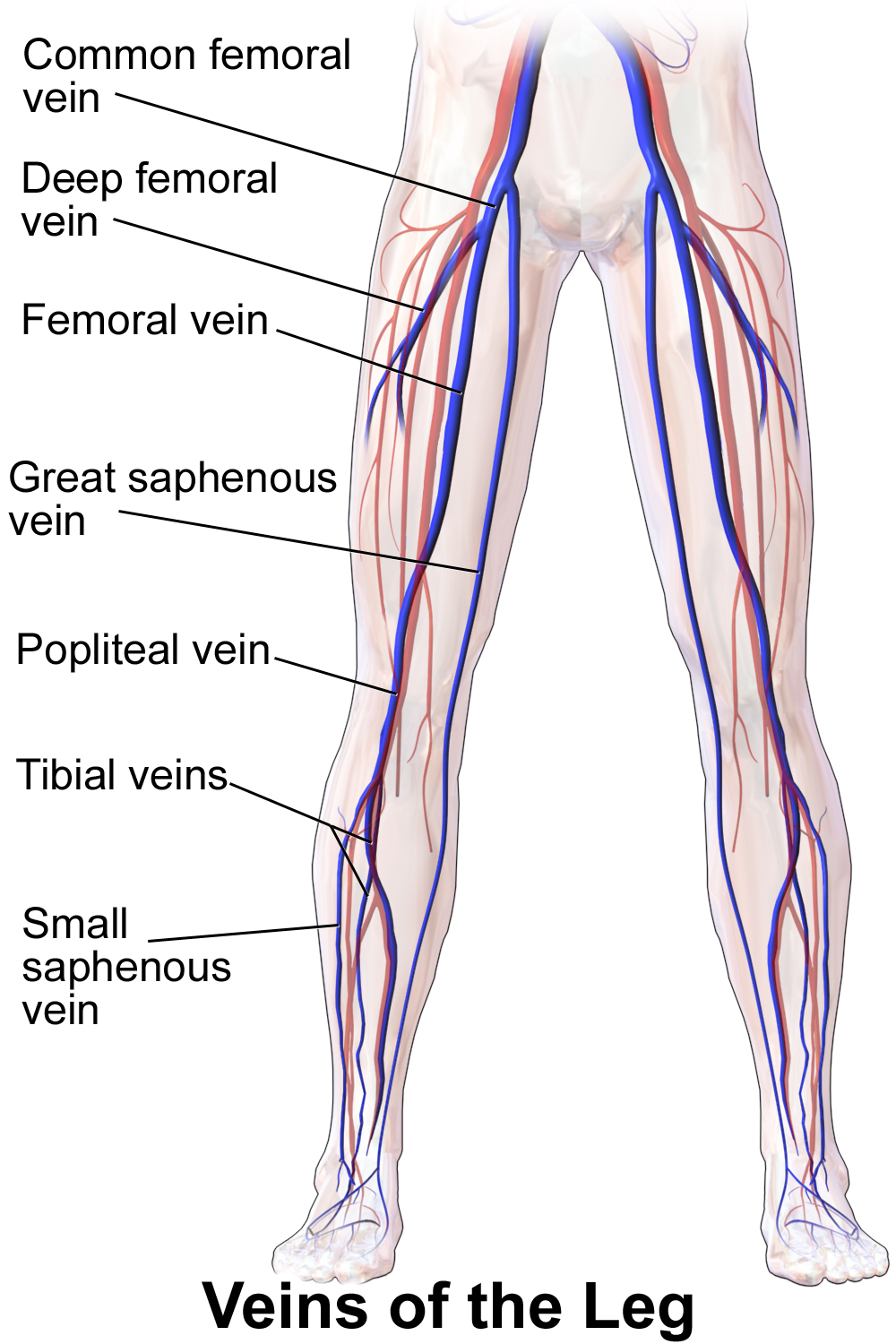
رسم توضيحي يصور أوردة الساق بما يشمل الوريد الصافن الكبير (منظر أمامي).

## روابط خارجية
- غرايز أناتومي (كتاب) s157 - "The arteries of the lower extremity" - غرايز أناتومي (كتاب).
- غرايز أناتومي (كتاب) s173 - "The veins of the lower extremity, abdomen, and pelvis" - غرايز أناتومي (كتاب).
- Great saphenous vein - Stedman's medical dictionary.
- صور تشريحية:11:02-0102 في مركز داونستيت الطبي التابع لجامعة نيويورك
- صور تشريحية:11:03-0105 في مركز داونستيت الطبي التابع لجامعة نيويورك
- Medicalاستذكارs.com: 278